# Село
Вижте пояснителната страница за други значения на Село.
Сѐлото е вид селище, населено място, което обикновено е по-малко от града. До началото на Индустриалната революция и усилената урбанизация селата са били най-популярните форми на местожителство на почти всички места по света.
Въпреки че има много видове и организационни различия по отношение на селския начин на живот, често селото е малко и включва от 5 до 30 семейства, но има и села с по няколко хиляди жители. Къщите са разположени близко една до друга за по-голяма общителност и защита, а заобикалящата селото земя се обработва. Основният поминък на жителите му е селското стопанство.
В исторически план, селата са били обичайната форма на общност при народите, които практикували земеделие за самоизхранване, а също и за някои неземеделски общества. Във Великобритания, махалите и колибите са имали право да се наричат села, когато си построели църква. При повечето народи, градовете са били малко на брой и живеещите там са били малцинство.